# Baltic Cup 1997
Der Baltic Cup 1997 war die 37. Austragung des Turniers der baltischen Länder, dem Baltic Cup. Das Turnier für Fußballnationalteams fand zwischen dem 9. und 11. Juli 1997 in Litauen statt. Ausgetragen wurden die Spiele im Žalgiris-Stadion in Vilnius. Die Litauische Fußballnationalmannschaft gewann den 14. Titel.

## Gesamtübersicht
Tabelle nach Drei-Punkte-Regel.
| Pl. | Verein   | Sp. | S | U | N | Tore    | Diff. | Punkte |
| --- | -------- | --- | - | - | - | ------- | ----- | ------ |
| 1.  | Litauen  | 2   | 2 | 0 | 0 | 003:100 | +2    | 06     |
| 2.  | Lettland | 2   | 1 | 0 | 1 | 002:200 | ±0    | 03     |
| 3.  | Estland  | 2   | 0 | 0 | 2 | 002:400 | −2    | 0      |

|                          |   |          |     |
| 9. Juli 1997 in Vilnius  |   |          |     |
| Litauen                  | – | Estland  | 2:1 |
| 10. Juli 1997 in Vilnius |   |          |     |
| Estland                  | – | Lettland | 1:2 |
| 11. Juli 1997 in Vilnius |   |          |     |
| Litauen                  | – | Lettland | 1:0 |

## Litauen gegen Estland
| Litauen                                    | Litauen | Estland | Estland |
| ------------------------------------------ | --- | --- | ------- |
| Litauen                                    | \| 9. Juli 1997 in Vilnius (Žalgiris-Stadion) \| \| Ergebnis: 2:1 (1:0) \| \| Zuschauer: 300 \| \| Schiedsrichter: Romāns Lajuks ( Lettland) \| \| Spielbericht \| | \| 9. Juli 1997 in Vilnius (Žalgiris-Stadion) \| \| Ergebnis: 2:1 (1:0) \| \| Zuschauer: 300 \| \| Schiedsrichter: Romāns Lajuks ( Lettland) \| \| Spielbericht \| | Estland |
| Litauen                                    | Algimantas Briaunys, Andrejus Sorokinas (74. Vidas Kaušpadas), Sergejus Novikovas, Nerijus Radžius, Andrius Skerla, Viačeslavas Sukristovas, Igoris Morinas (70. Dainius Saulėnas), Dainius Šuliauskas, Igoris Steško (67. Artūras Steško), Tomas Ramelis (83. Darius Žutautas), Arūnas Pukelevičius Cheftrainer: Benjaminas Zelkevičius | Martin Kaalma, Marek Lemsalu, Urmas Kirs (74. Sergei Hohlov-Simson), Janek Meet, Viktor Alonen (72. Erko Saviauk), Meelis Rooba (59. Martin Reim), Kristen Viikmäe (55. Liivo Leetma), Marko Kristal, Sergei Terehhov, Indrek Zelinski (76. Tarmo Saks) Cheftrainer: Teitur Þórðarson ( Island) | Estland |
| Litauen                                    | 1:0 Morinas (35.) 2:0 Šuliauskas (69., Strafstoß) | 2:1 Reim (77.) | Estland |
| 9. Juli 1997 in Vilnius (Žalgiris-Stadion) | | |         |
| Ergebnis: 2:1 (1:0)                        | | |         |
| Zuschauer: 300                             | | |         |
| Schiedsrichter: Romāns Lajuks ( Lettland)  | | |         |
| Spielbericht                               | | |         |

## Estland gegen Lettland
| Estland                                       | Estland | Lettland | Lettland |
| --------------------------------------------- | --- | --- | -------- |
| Estland                                       | \| 10. Juli 1997 in Vilnius (Žalgiris-Stadion) \| \| Ergebnis: 1:2 (1:1) \| \| Zuschauer: 150 \| \| Schiedsrichter: Algirdas Dubinskas ( Litauen) \| \| Spielbericht \| | \| 10. Juli 1997 in Vilnius (Žalgiris-Stadion) \| \| Ergebnis: 1:2 (1:1) \| \| Zuschauer: 150 \| \| Schiedsrichter: Algirdas Dubinskas ( Litauen) \| \| Spielbericht \| | Lettland |
| Estland                                       | Ain Tammus, Janek Meet (60. Kristen Viikmäe), Marek Lemsalu (85. Raivo Nõmmik), Sergei Hohlov-Simson, Urmas Kirs, Viktor Alonen (88. Tarmo Saks), Marko Kristal, Meelis Rooba (69. Erko Saviauk), Martin Reim, Liivo Leetma, Sergei Terehhov (77. Indrek Zelinski) Cheftrainer: Teitur Þórðarson ( Island) | Aleksandrs Koļinko, Igors Stepanovs, Vitālijs Astafjevs, Mihails Zemļinskis, Jurijs Ševļakovs, Imants Bleidelis, Valērijs Ivanovs Marians Pahars Juris Karašausks (58. Vladimirs Koļesņičenko), Vladimirs Babičevs, Andrejs Štolcers (69. Edgars Burlakovs) Cheftrainer: Jānis Gilis | Lettland |
| Estland                                       | 1:0 Kristal (15.) | 1:1 Babičevs (30.) 1:2 Pahars (50.) | Lettland |
| Estland                                       | Kirs, Reim | | Lettland |
| Estland                                       | Leetma | | Lettland |
| 10. Juli 1997 in Vilnius (Žalgiris-Stadion)   | | |          |
| Ergebnis: 1:2 (1:1)                           | | |          |
| Zuschauer: 150                                | | |          |
| Schiedsrichter: Algirdas Dubinskas ( Litauen) | | |          |
| Spielbericht                                  | | |          |

## Litauen gegen Lettland
| Litauen                                     | Litauen | Lettland | Lettland |
| ------------------------------------------- | --- | --- | -------- |
| Litauen                                     | \| 11. Juli 1997 in Vilnius (Žalgiris-Stadion) \| \| Ergebnis: 1:0 (0:0) \| \| Zuschauer: 400 \| \| Schiedsrichter: Oleg Timofejev ( Estland) \| \| Spielbericht \| | \| 11. Juli 1997 in Vilnius (Žalgiris-Stadion) \| \| Ergebnis: 1:0 (0:0) \| \| Zuschauer: 400 \| \| Schiedsrichter: Oleg Timofejev ( Estland) \| \| Spielbericht \| | Lettland |
| Litauen                                     | Algimantas Briaunys, Andrejus Sorokinas, Deividas Šemberas, Nerijus Radžius, Andrius Skerla, Viačeslavas Sukristovas, Igoris Morinas, Dainius Šuliauskas (76. Nerijus Vasiliauskas), Igoris Steško (68. Artūras Steško), Tomas Ramelis (83. Vidas Kaušpadas), Arūnas Pukelevičius Cheftrainer: Benjaminas Zelkevičius | Raimonds Laizāns, Igors Stepanovs, Vitālijs Astafjevs, Mihails Zemļinskis, Jurijs Ševļakovs (46. Aleksandrs Isakovs), Imants Bleidelis (54. Mihails Ziziļevs), Valērijs Ivanovs, Marians Pahars, Vladimirs Koļesņičenko (62. Juris Karašausks), Vladimirs Babičevs (84. Edgars Burlakovs) Andrejs Štolcers (67. Oļegs Blagonadeždins) Cheftrainer: Jānis Gilis | Lettland |
| Litauen                                     | 1:0 Ramelis (66.) | | Lettland |
| Litauen                                     | Sukristovas | Stepanovs, Ziziļevs, Pahars, Babičevs | Lettland |
| Litauen                                     | Ivanovs | | Lettland |
| 11. Juli 1997 in Vilnius (Žalgiris-Stadion) | | |          |
| Ergebnis: 1:0 (0:0)                         | | |          |
| Zuschauer: 400                              | | |          |
| Schiedsrichter: Oleg Timofejev ( Estland)   | | |          |
| Spielbericht                                | | |          |